# Grand Prix automobile de Russie 2020
GP précédent GP suivant
Le Grand Prix automobile de Russie 2020 (Formula 1 VTB Russian Grand Prix 2020) disputé le 27 septembre 2020 sur l'Autodrome de Sotchi, est la 1028e épreuve du championnat du monde de Formule 1 courue depuis 1950. Il s'agit de la septième édition du Grand Prix de Russie comptant pour le championnat du monde de Formule 1 et la dixième manche du championnat 2020. La pandémie de Covid-19 ayant totalement chamboulé le calendrier de la saison 2020, le Grand Prix de Russie devait initialement en constituer la dix-septième manche. Il conserve toutefois sa date initiale et est le premier Grand Prix de la saison à accueillir une jauge normale de spectateurs.
Lewis Hamilton réalise la 96e pole position de sa carrière, sa huitième cette saison en dix manches ainsi que sa cinquième consécutive dans des circonstances rocambolesques. En effet, lors de la deuxième phase des qualifications, son meilleur temps est annulé car il a dépassé les limites de la piste dans le dernier virage. Alors qu'il est sur le point de terminer sa nouvelle tentative, Sebastian Vettel tape violemment les protections à 2 minutes et 15 secondes du terme et provoque l'interruption de la séance sur drapeau rouge. Tous les pilotes se rangent à la queue leu-leu dans la voie des stands pour repartir, Hamilton se trouvant en fin de peloton. Il déclenche le chronomètre in-extremis (à moins d'une seconde du passage des feux au rouge), obtient le quatrième temps et se qualifie pour la Q3. Hamilton domine les débats lors de la dernière partie des qualifications et bat le record du circuit à la moyenne de 230,579 km/h lors de son dernier tour lancé. Max Verstappen réalise le deuxième temps, à une demi-seconde du Britannique tandis que Valtteri Bottas n'est sans doute  pas mécontent d'occuper le troisième rang, juste derrière le poleman, car c'est en partant de cette position, avantageuse grâce une double aspiration dans la longue ligne droite, qu'il avait pris la tête au premier virage en 2017 puis remporté la première victoire de sa carrière. Sergio Pérez accompagne le Finlandais en deuxième ligne alors que Daniel Ricciardo, cinquième, occupe la troisième ligne avec Carlos Sainz Jr. Les autres Renault et McLaren sont en quatrième ligne, Esteban Ocon devançant Lando Norris. Pierre Gasly et Charles Leclerc, qui a été éliminé en Q2,  partent de la cinquième ligne, car Alexander Albon, dixième temps, est pénalisé d'un recul de cinq places pour changement de la boite de vitesses de sa RB16.
En prenant la tête au seizième tour et en s'échappant pour faire cavalier seul, Valtteri Bottas remporte sa deuxième victoire de la saison, la neuvième de sa carrière, agrémentant son succès du point du meilleur tour en course réalisé à deux boucles du terme. Mercedes Grand Prix obtient sa septième victoire consécutive à Sotchi et reste invaincue depuis la première édition du Grand Prix de Russie organisée dans la foulée des Jeux olympiques d'hiver de 2014. Le Finlandais a su profiter de la double pénalité de 5 secondes observée par son coéquipier alors qu'il roulait à la première place (Hamilton ayant effectué avant la course deux essais de départ hors de la zone autorisée). Reparti au milieu du peloton, Hamilton remonte jusqu'à la troisième place sans pouvoir inquiéter Max Verstappen, qui a roulé tout du long isolé au deuxième rang. Ainsi s'envole pour Hamilton la possibilité d'égaler en Russie le record de 91 victoires de Michael Schumacher.  
Au départ, Bottas applique à nouveau la stratégie qui l'a mené à sa première victoire, sur le même circuit, en 2017 : mieux parti que Verstappen, il prend l'aspiration d'Hamilton et aborde le premier virage en tête. Toutefois, il est repris par son coéquipier à la sortie de cette courbe alors que, dans le même temps, Carlos Sainz sort trop large du deuxième virage et commet une erreur de jugement en percutant le muret alors qu'il tente de suivre le parcours fléché de l'échappatoire permettant de reprendre la piste. Quelques secondes plus tard, Charles Leclerc envoie Lance Stroll en tête-à-queue dans le troisième virage ; pour permettre l'évacuation des deux monoplaces, la voiture de sécurité sort pour cinq tours. Hamilton gère parfaitement la relance et mène jusqu'à ce qu'il emprunte la voie des stands pour purger sa pénalité avant que ses mécaniciens changent ses pneus. Dès lors, Bottas mène une course tranquille et s'impose au terme des cinquante-trois tours. Quatrième sur la grille de départ, Sergio Pérez l'est également à l'arrivée après avoir bataillé avec les deux Renault. Malgré une pénalité de cinq secondes pour n'avoir pas respecté le parcours fléché pour regagner la piste après être sorti du tracé au deuxième virage, Daniel Ricciardo, conserve suffisamment d'avance pour devancer Charles Leclerc, qui a pris le meilleur sur Esteban Ocon. Au volant des AlphaTauri Daniil Kvyat devance Pierre Gasly, neuvième après un deuxième arrêt au stand à dix tours de l'arrivée.. Également pénalisé de 5 secondes, Alexander Albon prend le point en jeu. Sebastian Vettel, treizième, vit ses dernières courses avec Ferrari en voyant s'agiter des drapeaux bleus lui intimant de laisser passer les leaders qui lui prennent un tour. 
Au championnat du monde, Bottas (161 points) réduit à 44 points son retard sur Hamilton (205 points) et augmente son avance sur Verstappen (128 points) qui devance Norris (65 points), Albon (64 points) et Ricciardo (63 points) groupés du quatrième au sixième rang. Leclerc remonte à la septième place, à égalité de points avec Stroll (57 points), juste devant Pérez (56 points), Gasly étant dixième avec 45 points. Chez les constructeurs, Mercedes (366 points) garde Red Bull (192 points) à bonne distance tandis que McLaren (106 points) et Racing Point (104 points) sont au coude à coude pour la troisième place, talonnés par Renault (99 points). Ferrari est sixième (74 points) devant AlphaTauri (59 points), Alfa Romeo (4 points), Haas (1 point) et Williams qui n'a toujours pas inscrit de point.

## Contexte avant la course: interdiction des messages revendicatifs sur le podium
La FIA annonce avoir modifié sa procédure d'après-course après que Lewis Hamilton a revêtu, lors de son apparition sur le podium puis lors de son interview, un tee-shirt attirant l’attention sur l'affaire Breonna Taylor lors de la course précédente sur le Mugello. Ce tee-shirt portait le message Arrest the cops who killed Breonna Taylor  (« Arrêtez les flics qui ont tué Breonna Taylor »). Cette affaire a été mise en évidence par des manifestations antiracistes dans le monde entier et par le mouvement Black Lives Matter dont Hamilton est un fervent partisan. Bien que la Formule 1 ait accepté de s'associer à la campagne contre le racisme et à la promotion de la diversité, elle juge qu'Hamilton a été trop loin dans ses revendications. Les nouvelles directives données aux pilotes par la FIA déclarent que les trois meilleurs pilotes de la course « doivent rester vêtus uniquement de leur combinaison, fermée jusqu'au cou et non ouverte à la taille tout au long de la cérémonie du podium et après la course lors des interviews. » La FIA interdit également les messages sur les masques sur le podium, seul un masque médical ou aux couleurs de l'équipe étant autorisés,.

## Pneus disponibles
| Pneus pour piste sèche | Pneus pour piste sèche | Pneus pour piste sèche | Pneus pluie    | Pneus pluie |
| ---------------------- | ---------------------- | ---------------------- | -------------- | ----------- |
| Durs (Type C3)         | Médiums (Type C4)      | Tendres (Type C5)      | Intermédiaires | Pluie       |

## Essais libres

### Première séance, le vendredi de 11 h à 12 h 30
| Pos. | Pilote           | Voiture                   | Chrono         | Écart     |
| ---- | ---------------- | ------------------------- | -------------- | --------- |
| 1    | Valtteri Bottas  | Mercedes                  | 1 min 34 s 923 |           |
| 2    | Daniel Ricciardo | Renault                   | 1 min 35 s 430 | + 0 s 507 |
| 3    | Max Verstappen   | Red Bull-Honda            | 1 min 35 s 577 | + 0 s 654 |
| 4    | Sergio Pérez     | Racing Point-BWT Mercedes | 1 min 35 s 796 | + 0 s 873 |
| 5    | Lance Stroll     | Racing Point-BWT Mercedes | 1 min 35 s 965 | + 1 s 042 |
| 6    | Esteban Ocon     | Renault                   | 1 min 36 s 061 | + 1 s 138 |

### Deuxième séance, le vendredi de 15 h à 16 h 30
| Pos. | Pilote           | Voiture                   | Chrono         | Écart     |
| ---- | ---------------- | ------------------------- | -------------- | --------- |
| 1    | Valtteri Bottas  | Mercedes                  | 1 min 33 s 519 |           |
| 2    | Lewis Hamilton   | Mercedes                  | 1 min 33 s 786 | + 0 s 267 |
| 3    | Daniel Ricciardo | Renault                   | 1 min 34 s 577 | + 1 s 058 |
| 4    | Carlos Sainz Jr. | McLaren-Renault           | 1 min 34 s 723 | + 1 s 204 |
| 5    | Lando Norris     | McLaren-Renault           | 1 min 34 s 847 | + 1 s 328 |
| 6    | Sergio Pérez     | Racing Point-BWT Mercedes | 1 min 34 s 89  | + 1 s 371 |

### Troisième séance, le samedi de 12 h à 13 h
| Pos. | Pilote           | Voiture                   | Chrono         | Écart     |
| ---- | ---------------- | ------------------------- | -------------- | --------- |
| 1    | Lewis Hamilton   | Mercedes                  | 1 min 33 s 279 |           |
| 2    | Valtteri Bottas  | Mercedes                  | 1 min 34 s 055 | + 0 s 776 |
| 3    | Carlos Sainz Jr. | McLaren-Renault           | 1 min 34 s 096 | + 0 s 817 |
| 4    | Esteban Ocon     | Renault                   | 1 min 34 s 239 | + 0 s 960 |
| 5    | Sergio Pérez     | Racing Point-BWT Mercedes | 1 min 34 s 252 | + 0 s 973 |
| 6    | Max Verstappen   | Red Bull-Honda            | 1 min 34 s 306 | + 1 s 027 |

## Séance de qualifications

### Résultats des qualifications
| Pos.                                                                                      | Pilote             | Écurie                    | Qualifications 1 | Qualifications 2 | Qualifications 3 |
| ----------------------------------------------------------------------------------------- | ------------------ | ------------------------- | ---------------- | ---------------- | ---------------- |
| 1                                                                                         | Lewis Hamilton     | Mercedes                  | 1 min 32 s 983   | 1 min 32 s 835   | 1 min 31 s 304   |
| 2                                                                                         | Max Verstappen     | Red Bull-Honda            | 1 min 33 s 630   | 1 min 33 s 157   | 1 min 31 s 867   |
| 3                                                                                         | Valtteri Bottas    | Mercedes                  | 1 min 32 s 656   | 1 min 32 s 405   | 1 min 31 s 956   |
| 4                                                                                         | Sergio Pérez       | Racing Point-BWT Mercedes | 1 min 33 s 704   | 1 min 33 s 038   | 1 min 32 s 317   |
| 5                                                                                         | Daniel Ricciardo   | Renault                   | 1 min 33 s 650   | 1 min 32 s 218   | 1 min 32 s 364   |
| 6                                                                                         | Carlos Sainz Jr.   | McLaren-Renault           | 1 min 33 s 697   | 1 min 32 s 757   | 1 min 32 s 550   |
| 7                                                                                         | Esteban Ocon       | Renault                   | 1 min 33 s 557   | 1 min 33 s 196   | 1 min 32 s 624   |
| 8                                                                                         | Lando Norris       | McLaren-Renault           | 1 min 33 s 804   | 1 min 33 s 081   | 1 min 32 s 847   |
| 9                                                                                         | Pierre Gasly       | AlphaTauri-Honda          | 1 min 33 s 734   | 1 min 33 s 139   | 1 min 33 s 000   |
| 10                                                                                        | Alexander Albon    | Red Bull-Honda            | 1 min 33 s 919   | 1 min 33 s 153   | 1 min 33 s 008   |
| 11                                                                                        | Charles Leclerc    | Ferrari                   | 1 min 34 s 071   | 1 min 33 s 239   |                  |
| 12                                                                                        | Daniil Kvyat       | AlphaTauri-Honda          | 1 min 33 s 511   | 1 min 33 s 249   |                  |
| 13                                                                                        | Lance Stroll       | Racing Point-BWT Mercedes | 1 min 33 s 852   | 1 min 33 s 364   |                  |
| 14                                                                                        | George Russell     | Williams-Mercedes         | 1 min 34 s 020   | 1 min 33 s 583   |                  |
| 15                                                                                        | Sebastian Vettel   | Ferrari                   | 1 min 34 s 134   | 1 min 33 s 609   |                  |
| 16                                                                                        | Romain Grosjean    | Haas-Ferrari              | 1 min 34 s 592   |                  |                  |
| 17                                                                                        | Antonio Giovinazzi | Alfa Romeo-Ferrari        | 1 min 34 s 594   |                  |                  |
| 18                                                                                        | Kevin Magnussen    | Haas-Ferrari              | 1 min 34 s 681   |                  |                  |
| 19                                                                                        | Nicholas Latifi    | Williams-Mercedes         | 1 min 35 s 066   |                  |                  |
| 20                                                                                        | Kimi Räikkönen     | Alfa Romeo-Ferrari        | 1 min 35 s 267   |                  |                  |
| Temps minimal à réaliser pour la qualification : 1 min 39 s 142 (107 % de 1 min 32 s 656) |                    |                           |                  |                  |                  |

### Grille de départ
- Alexander Albon, auteur du dixième temps, est pénalisé d'un recul de cinq places sur la grille de départ pour le changement de sa boîte de vitesses. Jo Bauer, délégué technique de la FIA, confirme dans son rapport d'avant-course : « La boîte de vitesses a été remplacée avec l'approbation du délégué technique de la FIA à la suite d'une demande écrite de l'équipe concernée le 26 septembre 2020 à 19 h 25, en accord avec l'article 34.2 du règlement sportif de la Formule 1 2020. Ce changement de boîte de vitesses a eu lieu avant l'expiration des six épreuves consécutives. Cela n'est donc pas conforme à l'article 23.5a du règlement sportif. » Il s'élance de la quinzième place[9] ;
- Nicholas Latifi, auteur du dix-neuvième temps, écope de cinq places de pénalité pour le changement de sa boîte de vitesses ; il s'élance de la vingtième place[10].

## Course

### Classement de la course
| Pos. | no | Pilote             | Écurie                    | Tours | Temps/Abandon                                         | Grille | Points |
| ---- | -- | ------------------ | ------------------------- | ----- | ----------------------------------------------------- | ------ | ------ |
| 1    | 77 | Valtteri Bottas    | Mercedes                  | 53    | 1 h 34 min 0 s 364 (197,697 km/h)                     | 3      | 25 + 1 |
| 2    | 33 | Max Verstappen     | Red Bull-Honda            | 53    | + 7 s 729                                             | 2      | 18     |
| 3    | 44 | Lewis Hamilton     | Mercedes                  | 53    | + 22 s 729 (dont 10 s de pénalités purgées en course) | 1      | 15     |
| 4    | 11 | Sergio Pérez       | Racing Point-BWT Mercedes | 53    | + 30 s 558                                            | 4      | 12     |
| 5    | 3  | Daniel Ricciardo   | Renault                   | 53    | + 52 s 065 (dont 5 s de pénalité)                     | 5      | 10     |
| 6    | 16 | Charles Leclerc    | Ferrari                   | 53    | + 1 min 02 s 186                                      | 10     | 8      |
| 7    | 31 | Esteban Ocon       | Renault                   | 53    | + 1 min 08 s 006                                      | 7      | 6      |
| 8    | 26 | Daniil Kvyat       | AlphaTauri-Honda          | 53    | + 1 min 08 s 740                                      | 11     | 4      |
| 9    | 10 | Pierre Gasly       | AlphaTauri-Honda          | 53    | + 1 min 29 s 766                                      | 9      | 2      |
| 10   | 23 | Alexander Albon    | Red Bull-Honda            | 53    | + 1 min 37 s 860 (dont 5 s de pénalité)               | 15     | 1      |
| 11   | 99 | Antonio Giovinazzi | Alfa Romeo-Ferrari        | 52    | + 1 tour                                              | 17     |        |
| 12   | 20 | Kevin Magnussen    | Haas-Ferrari              | 52    | + 1 tour                                              | 18     |        |
| 13   | 5  | Sebastian Vettel   | Ferrari                   | 52    | + 1 tour                                              | 14     |        |
| 14   | 7  | Kimi Räikkönen     | Alfa Romeo-Ferrari        | 52    | + 1 tour                                              | 19     |        |
| 15   | 4  | Lando Norris       | McLaren-Renault           | 52    | + 1 tour                                              | 8      |        |
| 16   | 6  | Nicholas Latifi    | Williams-Mercedes         | 52    | + 1 tour                                              | 20     |        |
| 17   | 8  | Romain Grosjean    | Haas-Ferrari              | 52    | + 1 tour                                              | 16     |        |
| 18   | 63 | George Russell     | Williams-Mercedes         | 52    | + 1 tour                                              | 13     |        |
| Abd. | 18 | Lance Stroll       | Racing Point-BWT Mercedes | 0     | Accrochage                                            | 12     |        |
| Abd. | 55 | Carlos Sainz Jr.   | McLaren-Renault           | 0     | Accident                                              | 6      |        |

### Pole position et record du tour
- Pole position :  Lewis Hamilton (Mercedes) en 1 min 31 s 304 (230,579 km/h)[12].
- Meilleur tour en course :  Valtteri Bottas (Mercedes) en 1 min 37 s 030 (216,972 km/h) au cinquante-et-unième tour ; vainqueur de la course, il remporte le point bonus associé au meilleur tour en course[13].

### Tours en tête
- Valtteri Bottas (Mercedes) : 38 tours (16-53)[14]
- Lewis Hamilton (Mercedes) : 15 tours (1-15)

## Classements généraux à l'issue de la course
| Pos. | Pilote             | Écurie                    | Points |
| ---- | ------------------ | ------------------------- | ------ |
| 1    | Lewis Hamilton     | Mercedes                  | 205    |
| 2    | Valtteri Bottas    | Mercedes                  | 161    |
| 3    | Max Verstappen     | Red Bull-Honda            | 128    |
| 4    | Lando Norris       | McLaren-Renault           | 65     |
| 5    | Alexander Albon    | Red Bull-Honda            | 64     |
| 6    | Daniel Ricciardo   | Renault                   | 63     |
| 7    | Charles Leclerc    | Ferrari                   | 57     |
| 8    | Lance Stroll       | Racing Point-BWT Mercedes | 57     |
| 9    | Sergio Pérez       | Racing Point-BWT Mercedes | 56     |
| 10   | Pierre Gasly       | AlphaTauri-Honda          | 45     |
| 11   | Carlos Sainz Jr.   | McLaren-Renault           | 41     |
| 12   | Esteban Ocon       | Renault                   | 36     |
| 13   | Sebastian Vettel   | Ferrari                   | 17     |
| 14   | Daniil Kvyat       | AlphaTauri-Honda          | 14     |
| 15   | Nico Hülkenberg    | Racing Point-BWT Mercedes | 6      |
| 16   | Kimi Räikkönen     | Alfa Romeo-Ferrari        | 2      |
| 17   | Antonio Giovinazzi | Alfa Romeo-Ferrari        | 2      |
| 18   | Kevin Magnussen    | Haas-Ferrari              | 1      |

| Pos. | Écurie                    | Points |
| ---- | ------------------------- | ------ |
| 1    | Mercedes                  | 366    |
| 2    | Red Bull-Honda            | 192    |
| 3    | McLaren-Renault           | 106    |
| 4    | Racing Point-BWT Mercedes | 104.   |
| 5    | Renault                   | 99     |
| 6    | Ferrari                   | 74     |
| 7    | AlphaTauri-Honda          | 59     |
| 8    | Alfa Romeo-Ferrari        | 4      |
| 9    | Haas-Ferrari              | 1      |

## Statistiques
Le Grand Prix de Russie 2020 représente :
- la 96e pole position de Lewis Hamilton, sa huitième de la saison et sa cinquième consécutive[17] ;
- la 9e victoire pour Valtteri Bottas, sa seconde de la saison et sa deuxième à Sotchi[18] ;
- la 110e victoire de Mercedes en tant que constructeur[19] ;
- la 196e victoire de Mercedes en tant que motoriste[20].

Au cours de ce Grand Prix :
- Kimi Räikkönen prend son 323e départ en Grand Prix et égale le record de Rubens Barrichello[21] ;
- Sebastian Vettel prend son 250e départ en Grand Prix[21] ;
- Daniel Ricciardo passe la barre des 1 100 points inscrits en Formule 1 (1 103 points inscrits)[22] ;
- Carlos Sainz Jr. passe la barre des 300 points inscrits en Formule 1 (308 points inscrits)[23] ;
- Depuis la première édition de l'épreuve, en 2014, Mercedes Grand Prix est invaincue à Sotchi (sept victoires consécutives)[24] ;
- Max Verstappen est élu « Pilote du jour » à l'issue d'un vote organisé sur le site officiel de la Formule 1[25] ;
- Mika Salo (110 Grands Prix disputés entre 1994 et 2002, deux podiums et 33 points inscrits, vainqueur de la catégorie GT2 des 24 Heures du Mans en 2008 et 2009, du championnat American Le Mans Series en 2007 et des 12 Heures de Bathurst en 2014) est nommé assistant des commissaires de course pour ce Grand Prix[26].